# Pécsi Folknapok
A Pécsi Folknapok Nemzetközi Népzenei Fesztivál Pécs város és a dél-dunántúli régió kulturális életének egyik eseménye. Mára országos és nemzetközi szinten is jelentős eseménnyé fejlődött a népzenei hagyományok ápolása és bemutatása területén. A rendezvénynek a Pécsi Kulturális Központ ad helyet. A Pécsi Folknapok rendezvényei felvonultatják a hazai és határon túli magyarság, valamint a Kárpát-medencében élő nemzetiségek vokális és hangszeres népzenéjének előadóit. A fesztiválon lehetőség nyílik más európai népek és távolabbi kultúrák zenei tradícióinak megismerésére is. Bemutatkoznak az autentikus népzene képviselői, s azok az együttesek és szólisták, akik a zenei folklór elismert előadói. A Folknapok alkalmával népzenei feldolgozások és világzenét játszó zenekarok is hallhatók.

## Programok
A fesztivál Pécs történelmi belvárosában, a székesegyház előtti Szent István téren zajlik. A kisebb koncerteket zártabb helyeken tartják. A legfontosabb programok az esti gálaműsorok és a táncházak. Ezek mellett egész nap tartanak a koncertek és a kézműves kirakodóvásár. A gyermekek számára délelőtt bábszínházi előadások, délutánon játszóházak állnak rendelkezésre.
A Pécsi Folknapok kapcsolatot tart fenn a Folklórfesztiválok Magyarországi Szövetségével (magyar CIOFF-szervezet), valamint a Hagyománytár Alapítvánnyal.

## Története
A rendezvény 1985-ben a Szélkiáltó együttes, Andy Rouse énekes és a Pécsi Tudományegyetem tanára, valamint a Vizin Zenekar kezdeményezésére indult útjára. Később a szervezőmunkákba bekapcsolódott Bergics Lajos is (Zengő Együttes).